# 미니게임

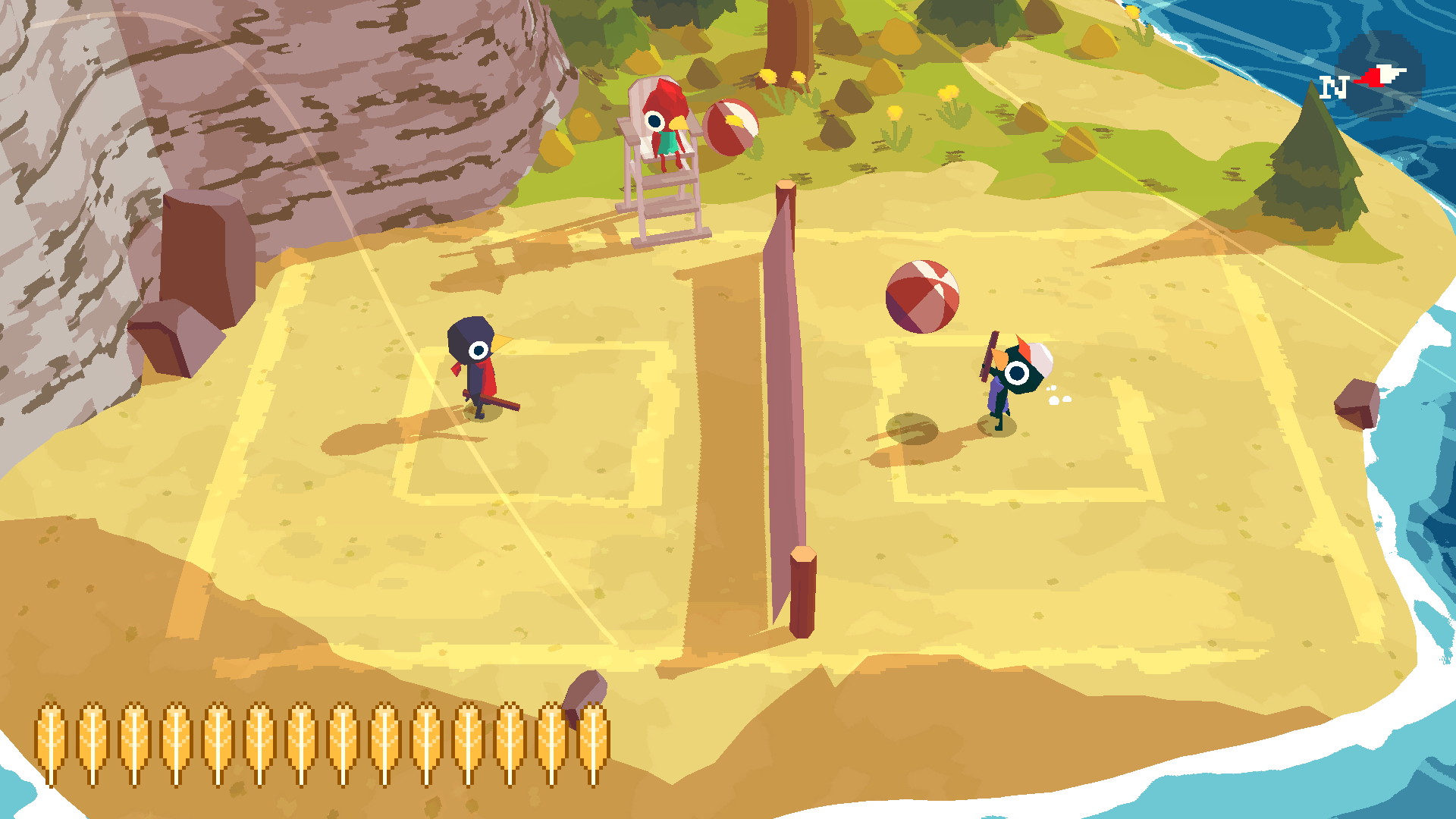
《쇼트 하이크》의 "비치발리볼" 미니게임

미니게임(minigame)이란 비디오 게임에서 게임 중간에 제공하는 보너스의 일종으로 해당 게임의 기본 플레이 규칙을 벗어나 잠시 다른 플레이 방식을 취하게 하는 것이다. 대표적인 예로는 마리오 파티에 미니게임으로 점수를 받는 것이 있다
미니게임은 종종 다른 비디오 게임에 포함된 짧은 게임이다. 미니 게임에는 다양한 게임 플레이 요소가 포함되어 있으며 종종 포함된 게임보다 더 작거나 더 단순하다. 일부 비디오 게임은 1980년의 Olympic Decathlon와 같이 전체 테마와 연결된 미니게임으로만 구성되어 있다. 미니게임은 해킹, 자물쇠 따기 또는 지역 스캔과 같이 더 큰 게임과 연결된 특정 경험을 표현하는 데에도 사용된다.

## 같이 보기
- 캐주얼 게임
- 마리오 파티